# Quintus Venidius Rufus
Quintus Venidius Rufus war ein im 2. und 3. Jahrhundert n. Chr. lebender Angehöriger des römischen Senatorenstandes. Durch mehrere Inschriften sind einige Stationen seiner Laufbahn bekannt. Sein vollständiger Name wird in einer Inschrift als Quintus Venidius Rufus Marius Maximus Lucius Calvinianus angegeben.
Durch eine Inschrift, die in Bad Godesberg gefunden wurde, sind zwei Positionen seiner Laufbahn belegt. Venidius Rufus war Kommandeur (Legatus legionis) der Legio I Minervia, die ihr Hauptlager in Bonna in der Provinz Germania inferior hatte. Danach wurde er Statthalter (Legatus Augusti pro praetore) in der Provinz Cilicia; in dieser Funktion wird er auch in den Digesten von Ulpian als Empfänger eines Rescriptum erwähnt (rescriptio ad Venidium Rufum legatum Ciliciae declaratur).
Durch eine Inschrift in griechischer Sprache, die in Palmyra gefunden wurde und die auf den 25. Februar 198 datiert ist, ist belegt, dass er Statthalter in der Provinz Syria Phoenice war. Er dürfte der unmittelbare Nachfolger von Tiberius Manilius Fuscus gewesen sein, der als erster Statthalter in dieser von Septimius Severus im Jahr 194 neu eingerichteten Provinz amtierte. Venidius Rufus ist als Statthalter in der Provinz auch durch mehrere römische Meilensteine nachgewiesen, in denen er als legatus Auggustorum pro praetore praeses provinciae Syriae Phoenices bezeichnet wird.
Zu einem unbestimmten Zeitpunkt vor dem Februar 198 erreichte Venidius Rufus einen Suffektkonsulat in absentia, da er in der Inschrift aus Palmyra bereits als Konsul (ὑπατικῶν) bezeichnet wird. Durch eine Inschrift aus Rom ist nachgewiesen, dass er im Jahr 204 curator alvei Tiberis war.
Durch zwei weitere Inschriften, die in der Nähe des römischen Auxiliarkastells Matilo (auf dem Gebiet der heutigen Stadt Leiden) gefunden wurden, ist belegt, dass er im Jahr 205 Statthalter in der Provinz Germania inferior war. In den beiden Inschriften wird anstelle der Bezeichnung legatus Augusti pro praetore für den Statthalter die Bezeichnung consularis verwendet, ein Titel, der ab der 2. Hälfte des 2. Jahrhunderts für konsulare Statthalter in Gebrauch kommt.
Venidius Rufus war wahrscheinlich ein Verwandter von Lucius Marius Maximus.

## Identität
Laut Bernard Rémy schlug Michel Christol vor, dass es sich bei Quintus Venidius Rufus und Quintus Venidius Rufus Marius Maximus Lucius Calvinianus um zwei verschiedene Personen gehandelt haben könnte. Rémy bevorzugt dagegen die traditionelle Lösung einer einzigen Person, solange keine weiteren Belege gefunden werden.

## Datierung
Bernard Rémy datiert einzelne Stationen seiner Laufbahn wie folgt: Legionskommandeur am Ende der Regierungszeit von Commodus (180 bis 192) oder ganz am Anfang der Regierungszeit von Septimius Severus (193 bis 211), Statthalter in Cilicia von ca. 194 bis 196, Suffektkonsul vor dem Februar 198, Statthalter in Syria Phoenice bis 198/199, curator alvei Tiberis im Jahr 204 und Statthalter in Germania inferior von ca. 205 bis 208. Die Meilensteine werden bei der Epigraphik-Datenbank Clauss-Slaby in das Jahr 198 datiert.